# Diola

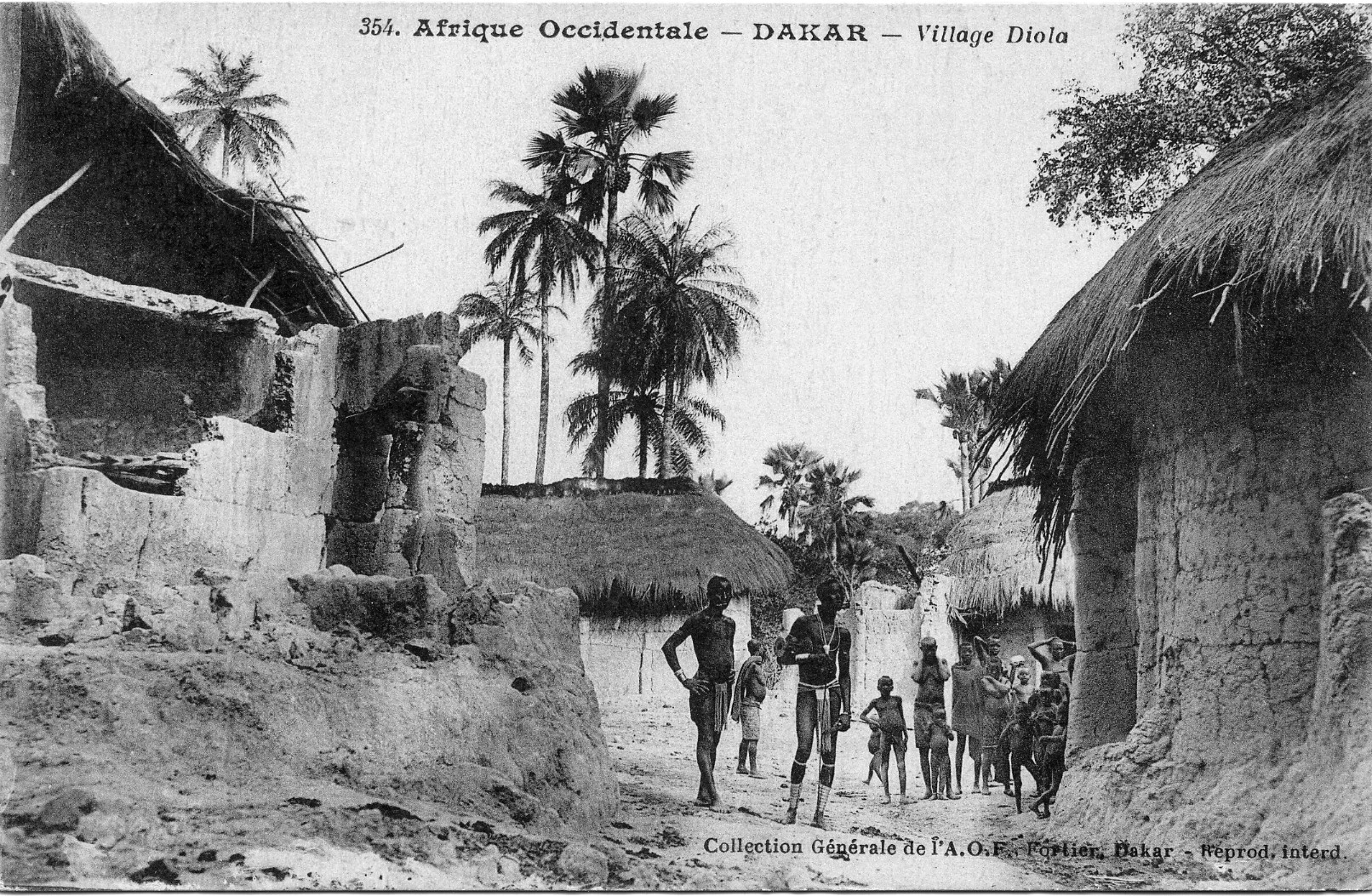
Aldea diola

Los diola o jola en grafía wólof son un grupo étnico que se encuentra en el actual Senegal (donde son predominantes en la región de Casamance), Gambia y Guinea-Bisáu. Hay un gran número de ellos en la costa atlántica entre la ribera sur del río Gambia, la región de la Casamance en Senegal y la región norte de Guinea-Bisáu. Se cree que los diola precedieron a los mande y fula en la costa ribereña de Senegambia y podrían haber migrado hacia Casamance antes del siglo XIII. El idioma diola se diferencia del dioula (dyoula) del pueblo mande de Gambia, del alto Níger y de las tierras altas Kong de Burkina Faso. Existen diversas lenguas jola todas ellas clasificadas dentro de las lenguas bak dentro de la rama atlántica occidental de las lenguas Níger-Congo.

## Historia
Los diola empezaron a establecerse en el territorio que actualmente ocupan desde comienzos del siglo XVI. Algunos fundaron sus propios pueblos independientes; otros escogieron establecer en pueblos preexistentes donde vivieron a menudo en áreas separadas, una práctica que todavía es común hoy.
La región de Casamance es la región con mayor concentración. Está separada del resto de Senegal por Gambia y el río Gambia. Los sentimientos secesionistas de Casamance han existido desde los tiempos coloniales durante los que los diolas se resistieron a la influencia francesa. Tradicionalmente, las personas de Casamance han permanecido apartadas de otras partes de Senegal. La separación geográfica y política por el río Gambia y la colonia británica de Gambia les ayudó a mantener su propio idioma y cultura pero también fue un inconveniente para su incorporación al resto de Senegal. Las diferencias son enormes en muchos aspectos: idiomáticas, culturales, religiosas (mientras que en el resto del país más del 80 por ciento de la población es musulmana, los diolas y otros pueblos de Casamance han mantenido su religión tradicional o el cristianismo. Después de la Independencia de Senegal, en 1960, los nuevos gobernantes del Estado, a través de su centralismo copia del estado francés repitió las prácticas coloniales. El tal "colonialismo interior" producía desigualdades socioeconómicas excesivas entre los grupos étnicos y, como resultado, las gentes perjudicadas consideran que su región está dominada políticamente, y económicamente se consideran explotados por el colonizador interior, eso es, por su gobierno. 
La mayor parte de los ingresos agrícolas y turísticos de la región se dirige a Dakar, la capital del país. Su sentido de abandono por el gobierno en términos de infraestructura, educación, y el desarrollo económico es aún más manifiesto cuando se comparan con el desarrollo de la vecina Gambia. 
Cuando el presidente de Gambia Dawda Kairaba Jawara vio amenazado su gobierno en 1981, el presidente de Senegal Abdou Diouf envió tropas en su socorro y como consecuencia ambos países firmaron la creación de la "Confederación de Senegambia" el 12 de diciembre de 1981 (entrada en vigor el 1 de febrero de 1982). Pero el acuerdo se disolvió el 30 de septiembre de 1989 debido a sus diferencias políticas (Diouf pretendía convertirse en presidente de la Confederación), y por el descontento de Gambia con lo que consideraban una injusta política de precios. El fracaso de la confederación fue negativa para Casamance porque ellos preferían comerciar con Banjul (la capital de Gambia) más que con Dakar (la capital de Senegal). Casamance y Gambia compartieron ambos una experiencia común: la dominación por parte del Estado de Senegal. Además, la proximidad geográfica con Banjul hacía más fácil el transporte y menos caro. Así, la desintegración de la confederación de Senegambia empeoró la situación económica de Casamance. 
La fase actual de movimiento secesionista en Casamance empezó en 1982, cuando el MFDC, dirigido por el pueblo diola organizó una marcha pacífica para exigir la secesión del estado senegalés. El gobierno ahogó la protesta arrestando a los líderes. Desde entonces, el gobierno ha empleado la fuerza como respuesta a las demandas políticas de Casamance. 
Son centenares los muertos reconocidos y miles las personas que han tenido que abandonar sus hogares huyendo de los ataques armados del ejército senegalés desde 1982. La situación turbulenta actual de la región de Casamance puede ser atribuida fundamentalmente a los agravios políticos y económicos que han sufrido y solo secundariamente como resultado de una hostilidad étnica o de celos de los diolas hacia los wólof (el grupo étnico dominante del país: 36 %).
Los diolas exigen que se resuelva dos situaciones que consideran injustas: 
La primera, el abandono económico desde la Independencia y la explotación de sus tierras por parte del gobierno central, dándose el caso de que en los años 80, para lograr una mayor productividad de las ricas tierras de Casamance, muchos pequeños agricultores que mantenían una agricultura de subsistencia fueron expropiados para más adelante transferir dichas tierras a colonos del norte (es decir, Wolofs, Serers, y Toucouleurs). 
Y en segundo lugar, el enfrentamiento debido al desprecio de su gobierno hacia sus diferencias étnicas, lingüísticas y religiosas. El pueblo diola no hablan wólof, el idioma principal de la nación, o francés, el idioma del gobierno de Senegal. Son despreciados por sus creencias tradicionales o cristianas. 
Es por esto, por lo que los diolas, piden que se les permita explotar sus propios recursos económicos terminando con el colonialismo interior y se acabe con el abandono en términos de infraestructura y educación. 
Durante los años noventa, continuaron los ataques intensos del ejército a pesar del cese el fuego acordado en 1993. Solo en 1995, el gobierno fue acusados de la muerte de centenares de personas. La región se ha calmó desde finales de 1995 cuando el MFDC pidió un nuevo alto el fuego. Las negociaciones entre el gobierno y los rebeldes empezaron a principios de 1996. Los rebeldes están más interesados en lograr un tratamiento igual y en el desarrollo de su región que en independencia completa. Les gustaría que el gobierno de Senegal volviera a poner en Casamance algunas de las ganancias que recibe de los recursos de la región. Las negociaciones actuales pueden resultar en una paz duradera en el Casamance, pero el aislamiento geográfico de la región del resto del país y las diferencias culturales de las personas de la región puede continuar causando tensiones entre Casamance y el norte.

## Economía
Casamance se ve favorecido con 2 a 3 veces más lluvia que el norte de Senegal. Mientras la parte norte es una inmenso sabana amenazada de una constante y rápida desertización, Casamance disfruta de arbolado y tierras fecundas buenas para la agricultura. La región produce la mayoría de la comida del país (incluso la mitad del arroz del país, algodón y maíz) produciendo tanto para el uso nacional como para la exportación. Cuenta además con los principales recursos turísticos de Senegal. 

## Sociedad
Los diola viven en clanes, y el clan es el aspecto más importante de sus vidas. Las personas son furiosamente fieles a sus clanes y los defienden orgullosamente. Transmiten su historia y creencias a través de las tradiciones orales, canciones y danzas. Los hombres y mujeres viven en casas separadas hechas de barro o cemento; los hombres en casas redondas y las mujeres en viviendas rectangulares. El padre es la cabeza de la familia, y las herencias se pasan de los padres a sus hijos. Los varones más viejos poseen la mayoría del poder e influencia. Tienen una esperanza de vida de 45 años, siendo la mitad de la población menor de 15 años. Hay diferentes clanes desde los diola kalunae hasta los diola fogni asentados en Senegal.

## Religión
Aproximadamente un 20 % mantiene la religión tradicional, un 50 % la cristiana y el 30 % la musulmana.